# Saison 2016-2017 de l'ASM Clermont Auvergne
Lors de la saison 2016-2017 de l'ASM Clermont Auvergne, le club auvergnat évolue en Top 14 et en Coupe d'Europe.
Le club est sacré champion de France après avoir battu le RC Toulon 22 à 16 en finale et termine vice-champion d'Europe en s'inclinant 17 à 28 contre les Saracens.

## Résumé de la saison précédente
Lors de la saison 2015-2016, l'ASM Clermont Auvergne réalise une très bonne saison régulière en Top 14 en passant dix-neuf journées à la première place et en remportant neuf de ses treize matchs à l'extérieur. Toutefois, le club auvergnat échoue en demi-finale 33 à 34 contre le Racing 92, futur champion.
En Coupe d'Europe, les résultats ne sont à la hauteur des attentes du club puisqu'il est éliminé dès les phases de poules avec un bilan de trois victoires pour trois défaites.

## Transferts
Concernant l'effectif, le club recrute le pilier international gallois Aaron Jarvis, en provenance des Ospreys, et le deuxième ligne international australien du Montpellier HR Sitaleki Timani pour les avants. Chez les arrières, le jeune demi de mêlée Charlie Cassang effectue son retour de prêt de l'Aviron bayonnais, tandis que le club recrute trois centres : l'international français Rémi Lamerat, le prometteur Atila Septar ainsi que le champion du monde néo-zélandais Isaia Toeava qui peut jouer à tous les postes des lignes arrières.
Au rayon des départs, Daniel Kotze part au Castres olympique, Marthinus van der Westhuizen (en) rejoint l'US Montauban, l'emblématique Jamie Cudmore signe à l'US Oyonnax tandis que Loïc Jacquet rejoint également le Castres olympique. Pour les arrières, un autre joueur emblématique s'en va : le demi d'ouverture Brock James part au Stade rochelais ; l'international gallois Jonathan Davies retourne aux Scarlets. Chez les espoirs, Thibault Estorge et Lucas Fournerat vont à l'US Montauban, Kévin Savea signe au Stade aurillacois en compagnie de Calvonn Allison (prêt) et Pierre Gaveau, Karl Wilkins rejoint l'AS Béziers, le demi de mêlée Kévin Courtet rejoint Provence Rugby, l'international portugais Pedro Bettencourt signe à l'US Carcassonne et Julien Charbonnel part au Stade montois.
Fin septembre 2016, Nathan Charles fait son arrivée en tant que joker médical de John Ulugia. Il quitte le club au mois de décembre suivant.
Le 27 décembre 2016, Hosea Gear quitte le club et s'engage avec effet immédiat au Lyon OU.
Le 10 janvier 2017, Stephen Brett rejoint l'ASM Clermont en tant que joker médical de Patricio Fernandez, touché aux ischios et indisponible de dix à douze semaines, pour trois mois. Le 29 mars suivant, le club annonce qu'il a terminé sa mission.

## Déroulement de la saison
Le budget s'élève à 30,5 M€, soit le deuxième plus important du Top 14.
Durant la présaison, le club clermontois joue une rencontre amicale contre les Anglais des Worcester Warriors. Le match est remporté 35 à 14.
En début de saison, en Top 14, l'ASM Clermont joue ses trois premières journées à l'extérieur en raison de la mise en place de la nouvelle pelouse hybride au stade Marcel-Michelin, rendant indisponible le stade pendant cette période.
Lors de la saison 2016-2017, l'ASM Clermont réalise une très bonne saison. Après avoir terminé deuxième de la phase régulière de Top 14, avec 15 victoires, huit défaites et trois matchs nul, ainsi que la meilleure attaque du championnat, le club remporte le deuxième bouclier de Brennus de son histoire, après avoir battu le RC Toulon 22 à 17 en finale.
En Coupe d'Europe, le club domine sa poule puis se qualifie également jusqu'en finale de la compétition mais est battu par les Saracens 17 à 28.

## Effectif et encadrement technique

### Joueurs
Pour la saison 2016-2017, l'effectif de l'ASM Clermont Auvergne est le suivant :
| Nom                   | Naissance         | Nationalité sportive | International | Dernier club                                           | Arrivée au club (année) |
| Piliers               | Piliers           | Piliers              | Piliers       | Piliers                                                | Piliers                 |
| --------------------- | ----------------- | -------------------- | ------------- | ------------------------------------------------------ | ----------------------- |
| Raphaël Chaume        | 24 avril 1989     | France               | -             | Pays d'Aix RC                                          | 2009                    |
| Vincent Debaty        | 2 octobre 1981    | France               |               | SU Agen                                                | 2007                    |
| Thomas Domingo        | 20 août 1985      | France               |               | Formé au club                                          | 2004                    |
| Étienne Falgoux       | 19 janvier 1993   | France               | -             | Formé au club                                          | 2013                    |
| Aaron Jarvis          | 20 mai 1986       | Pays de Galles       |               | Ospreys                                                | 2016                    |
| Clément Ric           | 18 juillet 1988   | France               | France -20    | Formé au club                                          | 2008                    |
| Michaël Simutoga      | 29 septembre 1996 | France               | France -20    | Formé au club                                          | 2015                    |
| Davit Zirakashvili    | 20 septembre 1983 | Géorgie              |               | RC Aubenas                                             | 2004                    |
| Talonneurs            |                   |                      |               |                                                        |                         |
| Yohan Beheregaray     | 29 mai 1996       | France               | -             | Formé au club                                          | 2015                    |
| Nathan Charles        | 9 janvier 1989    | Australie            |               | Western Force                                          | 2016                    |
| Benjamin Kayser       | 26 juillet 1984   | France               |               | Castres olympique                                      | 2011                    |
| John Ulugia           | 17 janvier 1986   | Australie            | -             | US bressane                                            | 2014                    |
| Deuxièmes ligne       |                   |                      |               |                                                        |                         |
| Arthur Iturria        | 13 mai 1994       | France               |               | Formé au club                                          | 2015                    |
| Paul Jedrasiak        | 6 février 1993    | France               |               | Formé au club                                          | 2013                    |
| Sébastien Vahaamahina | 21 octobre 1991   | France               |               | USA Perpignan                                          | 2014                    |
| Flip van der Merwe    | 3 juin 1985       | Afrique du Sud       |               | Bulls                                                  | 2015                    |
| Sitaleki Timani       | 19 septembre 1986 | Australie            |               | Montpellier HR                                         | 2016                    |
| Troisièmes ligne      |                   |                      |               |                                                        |                         |
| Julien Bardy          | 3 avril 1986      | Portugal             |               | Formé au club                                          | 2009                    |
| Judicaël Cancoriet    | 25 avril 1996     | France               | France -20    | RC Massy                                               | 2015                    |
| Damien Chouly         | 27 novembre 1985  | France               |               | USA Perpignan                                          | 2012                    |
| Camille Gérondeau     | 12 mars 1988      | France               | -             | Racing 92                                              | 2015                    |
| Otar Giorgadze        | 2 mars 1996       | Géorgie              |               | Formé au club                                          | 2016                    |
| Viktor Kolelishvili   | 9 octobre 1989    | Géorgie              |               | Lyon OU (Formé au club)                                | 2014                    |
| Alexandre Lapandry    | 13 avril 1989     | France               |               | Formé au club                                          | 2008                    |
| Fritz Lee             | 29 août 1988      | Samoa                | -             | Chiefs                                                 | 2013                    |
| Laki Lee              | 22 juin 1994      | Samoa                | -             | Formé au club                                          | 2016                    |
| Julien Ruaud          | 7 décembre 1997   | France               | France -20    | Formé au club                                          | 2016                    |
| Peceli Yato           | 12 décembre 1993  | Fidji                |               | Formé au club                                          | 2013                    |
| Demis de mêlée        |                   |                      |               |                                                        |                         |
| Charlie Cassang       | 8 février 1995    | France               | -             | Aviron bayonnais                                       | 2016                    |
| Morgan Parra          | 15 novembre 1988  | France               |               | CS Bourgoin-Jallieu                                    | 2009                    |
| Ludovic Radosavljevic | 17 août 1989      | France               | France -20    | Formé au club                                          | 2008                    |
| Enzo Sanga            | 19 mai 1995       | France               | -             | Formé au club                                          | 2015                    |
| Demis d'ouverture     |                   |                      |               |                                                        |                         |
| → Stephen Brett       | 23 novembre 1985  | Nouvelle-Zélande     | -             | RC Narbonne                                            | 2017                    |
| Patricio Fernandez    | 10 novembre 1994  | Argentine            |               | Jockey Club Rosario (Passé par le centre de formation) | 2015                    |
| Camille Lopez         | 3 avril 1989      | France               |               | USA Perpignan                                          | 2014                    |
| Centres               |                   |                      |               |                                                        |                         |
| Wesley Fofana         | 20 janvier 1988   | France               |               | Formé au club                                          | 2008                    |
| Rémi Lamerat          | 14 janvier 1990   | France               |               | Castres olympique                                      | 2016                    |
| Damian Penaud         | 25 septembre 1996 | France               |               | Formé au club                                          | 2015                    |
| Aurélien Rougerie     | 26 septembre 1980 | France               |               | Formé au club                                          | 1999                    |
| Atila Septar          | 2 juin 1996       | France               | France -20    | CA Brive                                               | 2016                    |
| Benson Stanley        | 11 novembre 1984  | Nouvelle-Zélande     |               | Blues                                                  | 2012                    |
| Isaia Toeava          | 15 janvier 1986   | Nouvelle-Zélande     |               | Kubota Spears                                          | 2016                    |
| Ailiers               |                   |                      |               |                                                        |                         |
| Hosea Gear            | 16 mars 1984      | Nouvelle-Zélande     |               | Chiefs                                                 | 2015                    |
| Rémy Grosso           | 4 décembre 1988   | France               |               | Castres olympique                                      | 2017                    |
| Noa Nakaitaci         | 11 juillet 1990   | France               |               | Formé au club                                          | 2010                    |
| Adrien Planté         | 21 avril 1985     | France               |               | Racing 92                                              | 2015                    |
| Alivereti Raka        | 9 décembre 1994   | Fidji                | -             | Formé au club                                          | 2014                    |
| David Strettle        | 23 juin 1983      | Angleterre           |               | Saracens                                               | 2015                    |
| Arrières              |                   |                      |               |                                                        |                         |
| Nick Abendanon        | 27 août 1986      | Angleterre           |               | Bath Rugby                                             | 2014                    |
| Scott Spedding        | 4 mai 1986        | France               |               | Aviron bayonnais                                       | 2015                    |
| Setariki Tuicuvu      | 7 septembre 1995  | Fidji                | -             | Formé au club                                          | 2017                    |

### Encadrement technique
- Directeur sportif : Franck Azéma
- Manager : Neil McIlroy
- Entraineur des avants : Jono Gibbes
- Entraineur de la mêlée : Didier Bès

## Calendrier et résultats

### Matchs amicaux
En préparation de la saison, l'ASM Clermont est opposée aux Anglais des Worcester Warriors en match amical.
ASM Clermont - Worcester Warriors :  35-14

### Top 14
| - Stade rochelais - ASM Clermont : 30-30 - Montpellier HR - ASM Clermont : 22-26 - Stade français Paris - ASM Clermont : 30-30 - ASM Clermont - Racing 92 : 47-10 - ASM Clermont - Union Bordeaux Bègles : 40-16 - RC Toulon - ASM Clermont : 23-21 - ASM Clermont - Castres olympique : 29-19 - 'ASM Clermont - Stade toulousain : 29-25 - CA Brive - ASM Clermont : 16-40 - ASM Clermont - FC Grenoble : 21-20 - Aviron bayonnais - ASM Clermont : 22-14 - ASM Clermont - Lyon OU : 16-13 - Section paloise - ASM Clermont : 40-35 | - ASM Clermont - Stade rochelais : 30-26 - ASM Clermont - Montpellier HR : 19-28 - ASM Clermont - Stade français Paris : 46-10 - Racing 92 - ASM Clermont : 27-24 - Union Bordeaux Bègles - ASM Clermont : 23-23 - ASM Clermont - RC Toulon : 30-6 - Castres olympique - ASM Clermont : 26-16 - Stade toulousain - ASM Clermont : 26-20 - ASM Clermont - CA Brive : 21-26 - FC Grenoble - ASM Clermont : 18-59 - ASM Clermont - Aviron bayonnais : 46-27 - Lyon OU - ASM Clermont : 20-23 - ASM Clermont : Section paloise : 65-13 |

| Rang | Club                  | J  | V  | N | D  | Bo | Bd | Pm  | Pe  | Diff | Pts |
| ---- | --------------------- | -- | -- | - | -- | -- | -- | --- | --- | ---- | --- |
| 1    | Stade rochelais       | 26 | 17 | 3 | 6  | 6  | 5  | 707 | 498 | +209 | 85  |
| 2    | ASM Clermont          | 26 | 15 | 3 | 8  | 8  | 4  | 800 | 562 | +238 | 78  |
| 3    | Montpellier HR        | 26 | 16 | 0 | 10 | 7  | 5  | 750 | 564 | +186 | 76  |
| 4    | RC Toulon             | 26 | 14 | 2 | 10 | 5  | 4  | 674 | 511 | +163 | 69  |
| 5    | Castres olympique     | 26 | 13 | 1 | 12 | 5  | 4  | 667 | 509 | +158 | 63  |
| 6    | Racing 92 (T)         | 26 | 14 | 1 | 11 | 3  | 1  | 586 | 616 | -30  | 62  |
| 7    | Stade français Paris  | 26 | 12 | 1 | 13 | 5  | 4  | 643 | 638 | +5   | 59  |
| 8    | CA Brive              | 26 | 13 | 1 | 12 | 0  | 4  | 577 | 634 | -57  | 58  |
| 9    | Section paloise       | 26 | 12 | 1 | 13 | 2  | 5  | 604 | 701 | -97  | 57  |
| 10   | Lyon OU (P)           | 26 | 11 | 2 | 13 | 3  | 4  | 573 | 632 | -59  | 55  |
| 11   | Union Bordeaux Bègles | 26 | 11 | 1 | 14 | 2  | 6  | 569 | 581 | -12  | 54  |
| 12   | Stade toulousain      | 26 | 11 | 0 | 15 | 3  | 6  | 537 | 561 | -24  | 53  |
| 13   | FC Grenoble           | 26 | 7  | 1 | 18 | 2  | 6  | 611 | 852 | -241 | 38  |
| 14   | Aviron bayonnais (P)  | 26 | 6  | 3 | 17 | 0  | 0  | 466 | 905 | -439 | 30  |

### Phases finales

#### Demi-finale
Ayant terminé deuxième de la phase régulière, l'ASM Clermont est qualifiée directement pour les demi-finales.
| Samedi 27 mai 2017 18 h | ASM Clermont | 37 - 31 (19 - 6) | Racing 92 | Orange Vélodrome 64 123 spectateurs Arbitre : Mathieu Raynal |
| Samedi 27 mai 2017 18 h | Essai(s) : 4 Penaud (18e), Lopez (27e, 47e), Lee (63e) Transformation(s) : 1 Parra (47e) Pénalité(s) : 5 Parra (12e, 33e, 40e, 55e, 61e) Carton(s) rouge(s) : 1 van der Merwe (41e) |                  | Essai(s) : 3 Masoe (70e, 77e), Tameifuna (80e) Transformation(s) : 2 Hart (77e), Masoe (80e) Pénalité(s) : 4 Carter (9e, 23e, 42e, 45e) Carton(s) jaune(s) : 1 Masoe (53e) | Orange Vélodrome 64 123 spectateurs Arbitre : Mathieu Raynal |
| Samedi 27 mai 2017 18 h | |                  | | Orange Vélodrome 64 123 spectateurs Arbitre : Mathieu Raynal |

#### Finale
| Dimanche 4 juin 2017 20 h 45 | ASM Clermont                                                                                             | 22 - 16 (16 - 10) | RC Toulon | Stade de France, Saint-Denis 79 771 spectateurs Arbitre : Romain Poite |
| Dimanche 4 juin 2017 20 h 45 | Essai(s) : 1 Raka (10e) Transformation(s) : 1 Parra (11e) Pénalité(s) : 5 Parra (6e, 22e, 40e, 49e, 74e) |                   | Essai(s) : 1 Tuisova (37e) Transformation(s) : 1 Belleau (38e) Pénalité(s) : 3 Belleau (33e, 44e) Trinh-Duc (72e) | Stade de France, Saint-Denis 79 771 spectateurs Arbitre : Romain Poite |
| Dimanche 4 juin 2017 20 h 45 | |                   | | Stade de France, Saint-Denis 79 771 spectateurs Arbitre : Romain Poite |

### Coupe d'Europe
Dans la Coupe d'Europe, l'ASM Clermont fait partie de la poule 2 et est opposée aux Anglais des Exeter Chiefs, aux Gallois des Ospreys et aux Français de l'Union Bordeaux Bègles.
| - Exeter Chiefs - ASM Clermont : 8 - 35 - ASM Clermont - Union Bordeaux Bègles : 49 - 33 - Ulster - ASM Clermont : 39-32 | - ASM Clermont - Exeter Chiefs : 48-26 - Union Bordeaux Bègles - ASM Clermont : 6-9 - ASM Clermont - Ulster : 38-19 |

Avec cinq victoires et une défaite, l'ASM Clermont termine première de la poule 4 et est qualifiée pour les quarts.
| Rang | Équipe                | J | V | N | D | Em | Ee | Bo | Bd | Pm  | Pe  | Diff | Pts |
| ---- | --------------------- | - | - | - | - | -- | -- | -- | -- | --- | --- | ---- | --- |
| 1    | ASM Clermont          | 6 | 5 | 0 | 1 | 27 | 18 | 5  | 1  | 211 | 131 | +80  | 26  |
| 2    | Union Bordeaux Bègles | 6 | 3 | 0 | 3 | 11 | 13 | 1  | 1  | 118 | 120 | -2   | 14  |
| 3    | Exeter Chiefs         | 6 | 2 | 0 | 4 | 13 | 17 | 2  | 2  | 110 | 146 | -36  | 12  |
| 4    | Ulster                | 6 | 2 | 0 | 4 | 16 | 19 | 1  | 1  | 131 | 173 | -42  | 10  |

#### Phases finales

##### Quart de finale
| 2 avril 2017 16 h 15 | ASM Clermont | 29 - 9 (6 - 6) | RC Toulon                                 | Stade Marcel-Michelin, Clermont-Ferrand 18 873 spectateurs Arbitre : Wayne Barnes |
| 2 avril 2017 16 h 15 | Essai(s) : 2 Nakaitaci (61e), Penaud (80e+1) Transformation(s) : 2 Parra (62e, 80e+2) Pénalité(s) : 4 Parra (4e, 28e, 44e, 77e) Drop(s) : 1 Lopez (70e) |                | Pénalité(s) : 3 Halfpenny (20e, 33e, 57e) | Stade Marcel-Michelin, Clermont-Ferrand 18 873 spectateurs Arbitre : Wayne Barnes |
| 2 avril 2017 16 h 15 | |                |                                           | Stade Marcel-Michelin, Clermont-Ferrand 18 873 spectateurs Arbitre : Wayne Barnes |

##### Demi-finale
| 23 avril 2017 16 h | ASM Clermont | 27 - 22 (15 - 3) | Leinster | Matmut Stadium Gerland, Lyon 40 024 spectateurs Arbitre : Nigel Owens |
| 23 avril 2017 16 h | Essai(s) : 2 Yato (4e), Strettle (15e) Transformation(s) : 1 Parra (5e) Pénalité(s) : 3 Parra (9e, 57e), Lopez (72e) Drop(s) : 2 Lopez (65e, 76e) |                  | Essai(s) : 1 Ringrose (68e) Transformation(s) : 1 Sexton (69e) Pénalité(s) : 5 Sexton (40e+3, 44e, 49e, 53e, 79e) | Matmut Stadium Gerland, Lyon 40 024 spectateurs Arbitre : Nigel Owens |
| 23 avril 2017 16 h | |                  | | Matmut Stadium Gerland, Lyon 40 024 spectateurs Arbitre : Nigel Owens |

##### Finale
| 13 mai 2017 18 h | ASM Clermont                                                                                                   | 17 - 28 (7 - 12) | Saracens | Murrayfield Stadium, Édimbourg 55 272 spectateurs Arbitre : Nigel Owens |
| 13 mai 2017 18 h | Essai(s) : 2 Lamerat (27e), Abendanon (52e) Transformation(s) : 2 Parra (27e, 52e) Pénalité(s) : 1 Parra (60e) |                  | Essai(s) : 3 Ashton (13e), Kruis (22e), Goode (73e) Transformation(s) : 2 Farrell (22e, 73e) Pénalité(s) : 3 Farrell (51e, 58e, 79e) | Murrayfield Stadium, Édimbourg 55 272 spectateurs Arbitre : Nigel Owens |
| 13 mai 2017 18 h | |                  | | Murrayfield Stadium, Édimbourg 55 272 spectateurs Arbitre : Nigel Owens |

## Statistiques

### Collectives

#### Attaque
- En Top 14 : 859 points marqués (92 essais, 69 transformations, 84 pénalités, 3 drops)

- En Coupe d'Europe : 284 points marqués (33 essais, 28 transformations, 18 pénalités, 3 drops)

#### Défense
- En Top 14 : 609 points encaissés (62 essais, 46 transformations, 66 pénalités, 3 drops)

- En Coupe d'Europe : 190 points encaissés (22 essais, 16 transformations, 16 pénalités)

#### Discipline
- En Top 14 : 22 cartons (20 jaunes, 2 rouges)

- En Coupe d'Europe : 2 cartons (2 jaunes)

### Individuelles

#### Meilleur réalisateur
- En Top 14 : Morgan Parra avec 183 points (2 essais, 25 transformations, 40 pénalités, 1 drop)

- En Coupe d'Europe : Morgan Parra avec 89 points (25 transformations, 13 pénalités)

#### Meilleur marqueur
- En Top 14 : David Strettle avec 11 essais

- En Coupe d'Europe : Nick Abendanon avec 6 essais